# Plaerdemavida
Plaerdemavida és un personatge de la novel·la Tirant lo Blanc de Joanot Martorell, publicada per primer cop a València el 1490. En l'obra, Plaerdemavida és la donzella que assisteix la princesa Carmesina, de la cort de Constantinoble. És filla d'un comte que no és present a la cort. Representa una personalitat alegre, espontània, desimbolta i es guanya la simpatia dels altres personatges de l'obra.
Amb un paper destacat des del capítol CCXXXIII fins al final del llibre, és considerada per diversos crítics, com el personatge més complicat de la novel·la, mostrant alguns trets d'impotència, repressió, voyeurisme i tendència al lesbianisme. Per altra banda, és el personatge qui més contribueix a donar-hi un to de comèdia, participant de forma activa en el jocs de Tirant i Carmesina.
Fa d'alcavota en els amors entre el cavaller Tirant i la princesa Carmesina i també ajuda a unir-se unes altres parelles, però el seu amor per Hipòlit no és correspost, Després d'una trampa muntada per la Viuda Reposada al cavaller Tirant, els dos abandonen Constantinoble en un vaixell que es dirigeix a l'Àfrica. Durant 10 anys, Tirant lo Blanc i Plaerdemavida resideixen a l'Àfrica per separat i Plaerdemavida es casa amb el rei de Fes i hereta el títol de reina de Fes. 10 anys després, Tirant i Plaerdemavida es retroben en terres africanes i aquesta li ho explica tot a Tirant. Posteriorment, ambdós decideixen retornar a Constantinoble perquè Tirant recuperi la seva estimada Carmesina i al final del llibre, Tirant, la fa casar-se amb el seu cosí, el senyor d'Agramunt.